# حیر جاموس کبیر
حیر جاموس کبیر (به عربی: حیر جاموس کبیر) یک روستا در سوریه است که در ناحیه سلقین واقع شده‌است. حیر جاموس کبیر ۸۳۳ نفر جمعیت دارد.